# Хван Гён Сон
Хван Гён Сон (кор. 황경선; род. 21 мая 1986 года) — южнокорейская тхэквондистка, двукратная олимпийская чемпионка 2008 и 2012 годов, бронзовый призёр Олимпийских игр 2004 года. Двукратная чемпионка мира 2005 и 2007 годов. Победительница Азиатских игр 2006 года. Выступает в весе до 67 кг.
Единственная женщина в истории тхэквондо, выигравшая 3 олимпийские награды.